# État du Deseret
Ne pas confondre avec l'alphabet deseret, introduit au milieu du XIXe siècle par les mormons dans l'enseignement de l'université de Deseret.
1849–1850
Entités précédentes :
- Basse-Californie

Entités suivantes :
- États-Unis ( Utah)

L'État du Deseret était un État indépendant, proposé en 1849 par les pionniers mormons, récemment installés à Salt Lake City. Cet État perdura de facto jusqu'en septembre 1850, quand dans le cadre du compromis de 1850, le territoire de l'Utah fut créé par acte du Congrès, englobant la partie nord de Deseret. En 1858, la fin de la guerre de l'Utah, conflit entre les colons mormons et le gouvernement fédéral des États-Unis, a abouti à l'intégration définitive du territoire de l'Utah sous administration américaine.
Cet État, dont le nom dérive du terme « abeille à miel » mentionné dans le Livre de Mormon, n'a jamais été reconnu par le gouvernement des États-Unis. L'État du Deseret est un régime théocratique, dirigé par l'Église de Jésus-Christ des saints des derniers jours sous l'impulsion de son président, Brigham Young, ce qui fait de lui l'un des seuls États mormons indépendants avec le Royaume de l'Église strangite. L'État moderne de Utah est entrée dans l'Union en 1896.

## Histoire
Quand les membres de l'Église de Jésus-Christ des saints des derniers jours, les pionniers mormons, s'établirent dans la vallée du Grand Lac Salé, ils émirent le souhait de créer un gouvernement qui puisse être reconnu par les États-Unis qui viennent d'obtenir la souveraineté du territoire à l'issue de la guerre américano-mexicaine.
À l'origine Brigham Young, président de l'Église, avait l'intention de demander un statut officiel au territoire sur lequel les Mormons étaient établis et a envoyé dans ce but John Milton Bernhisel vers la capitale fédérale, Washington D.C.. Apprenant que la Californie et le Nouveau-Mexique faisaient une demande pour devenir des États à part entière, Brigham Young changea de but et se décida à demander la création d'un État pour le territoire.
En mars 1849, constatant qu'ils n'auraient pas le temps de suivre les étapes habituelles pour transformer le territoire en État officiel, Brigham Young et un groupe d'aînés de l'Église esquissèrent rapidement une constitution d'État basée sur celle de l'État de l'Iowa où les Mormons s'étaient temporairement installés.

## Proposition territoriale

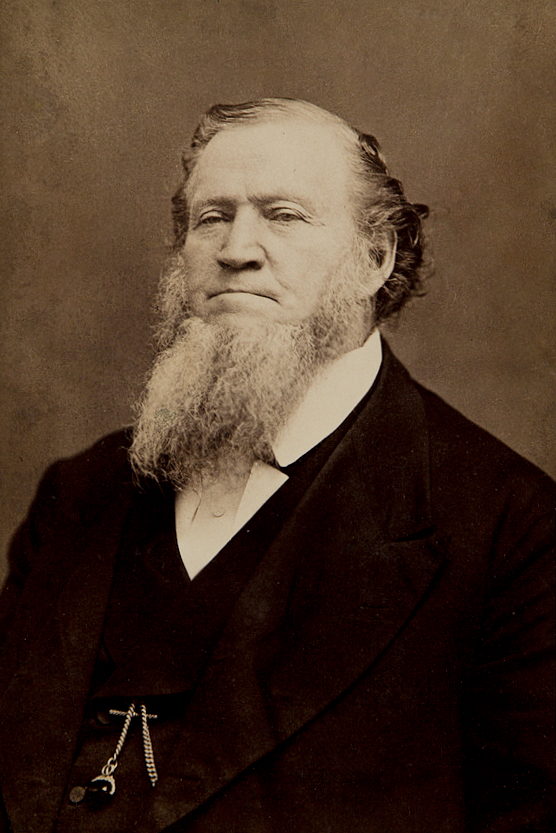
Brigham Young, président de l'Église de Jésus-Christ des saints des derniers jours, fondateur de l'État du Deseret.

Le territoire du Deseret aurait englobé la quasi-totalité de l'Utah et du Nevada actuels, de grandes parties de la Californie et de l'Arizona, ainsi que des parties du Colorado, du Nouveau-Mexique, du Wyoming, de l'Idaho et de l'Oregon. Au moment de sa proposition, la région de Deseret était faiblement peuplée, sans compter la majeure partie de la colonie californienne où les terres étaient surpeuplées depuis la ruée vers l'or, et la fertile vallée de la Willamette en Oregon, très fréquentée depuis les années 1840. En outre, la proposition englobait des terres largement réputées inhospitalières pour la culture, évitant ainsi les conflits sur la question de l'expansion de l'esclavage.

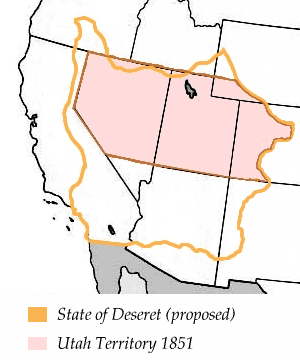
Les limites (en jaune) de l'État du Deseret et en rose le Territoire de l'Utah.

Certains ont estimé que la proposition était trop ambitieuse pour réussir au Congrès, sans même tenir compte de la controverse entourant la pratique mormone de la polygamie. Néanmoins, en 1849, le président américain Zachary Taylor, désireux d'éviter autant que possible les différends, envoya son agent John Wilson vers l'ouest avec une proposition visant à regrouper la Californie et le Deseret en un seul État.
Les débats de la Convention constitutionnelle de Californie de 1849 devaient trancher la question. Les défenseurs de frontières plus petites ont fait valoir que les mormons n'étaient pas représentés à la convention, étaient culturellement différents et postulaient pour leur propre gouvernement territorial. D'autres plaidaient, tels que le futur sénateur William M. Gwin, pour le maintien d'un vaste ensemble succédant à l'Alta California mexicaine.

## Création du Territoire de l'Utah

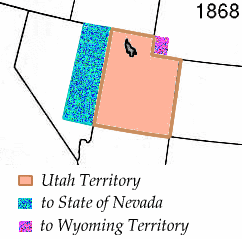
Territoire de l'Utah en 1868.

En septembre 1850, dans le cadre du compromis de 1850, le territoire de l'Utah fut créé par acte du Congrès, englobant la partie nord du Deseret. Le 3 février 1851, Brigham Young est nommé premier gouverneur du territoire de l'Utah. Le 4 avril 1851, l'Assemblée générale du Deseret adopta une résolution visant à s'auto-dissoudre. Le 4 octobre 1851, la législature territoriale de l'Utah a voté en faveur de la promulgation des lois et ordonnances pris précédemment par l'État du Deseret.

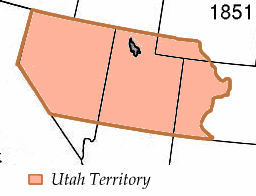
Territoire de l'Utah en 1851.

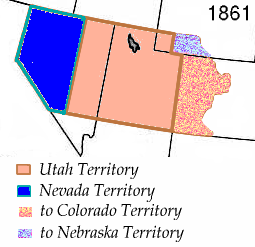
Territoire de l'Utah en 1861, après la réorganisation du territoire du Nevada.

Après la création du territoire de l'Utah, les saints des derniers jours n'ont pas abandonné l'idée d'un « État du Deseret ». De 1862 à 1870, un groupe d'anciens mormons sous la direction de Young se réunit comme gouvernement fantôme après chaque session de la législature territoriale pour ratifier les nouvelles lois sous le nom d'« État du Deseret ». Des tentatives ont été faites en 1856, 1862 et 1872 pour rédiger une nouvelle constitution de l’État sous ce nom basée sur les nouvelles limites du territoire de l’Utah.
L'idée de créer un État fondé sur le mormonisme a commencé à s'estomper après l'arrivée du chemin de fer qui a ouvert le territoire à de nombreux colons non mormons, en particulier dans les zones occidentales du territoire.